# Општина Броскауци (Ботошани)
Броскауци (рум. Broscăuţi) општина је у Румунији у округу Ботошани.
Oпштина се налази на надморској висини од 132 m.